# 大向美咲

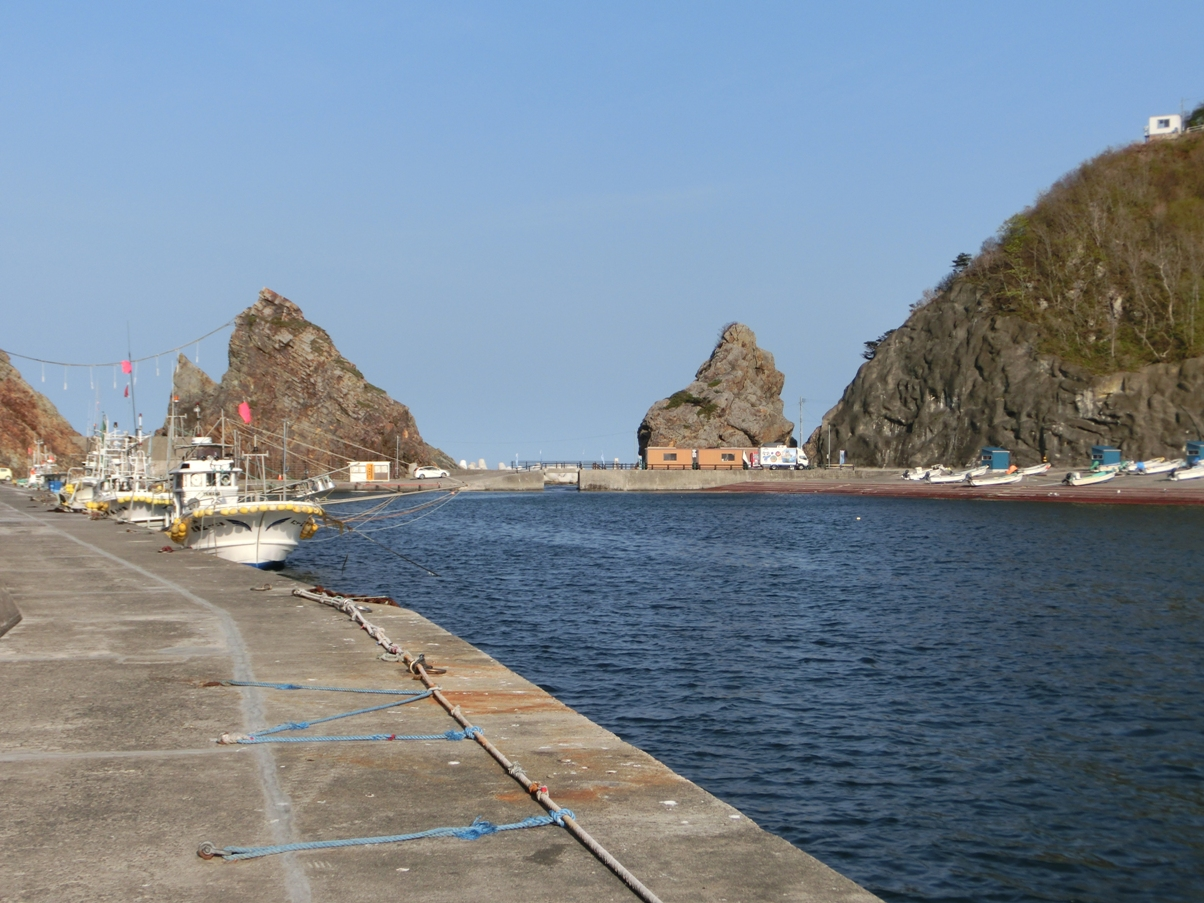
海女漁の実演をしていた小袖漁港（東日本大震災後の2013年5月撮影）

大向 美咲（おおむかい みさき、1990年 - ）は、岩手県久慈市出身で、同市の漁業特性を生かした観光・集客事業である「北限の海女」のメンバーとして活動した女性。「かわいすぎる海女」の異名でも知られていた。
元プロレスラーの大向美智子、および、演歌歌手の金澤未咲は親戚にあたる。

## 来歴・人物
2009年当時、久慈市小袖で最高齢海女だった祖母を持つ家系に育つ。
2009年、地元の高校卒業後に、先輩海女の勧めで久慈市漁業協同組合小袖支所「小袖北限の海女の会」に同級生とともに入会した。同年8月2日の「第20回 北限の海女フェスティバル」で2人はデビューを果たす。
その後、NHK盛岡放送局が大向を取材しその様子が8月15日にNHKで全国放送されると、大向はインターネット上で「かわいすぎる海女」として大きな話題になることとなる。その後、会社の休日だけ海女をしている同級生もテレビに出るようになり、2人合わせて「かわいすぎる海女」と呼ばれるようになった。
同年10月、久慈市役所の臨時職員に採用される。
2010年7月に「小袖海女の会」を退会し、海女としての活動を終了した。
2018年現在は、久慈市から離れた場所で生活をしている。

## 「かわいすぎる海女」ブームについて
大向は小袖海岸で25年ぶりに誕生した海女の1人であった。そこでNHK盛岡放送局が「最盛期と比べて激減し、中高年で占められるようになってしまった小袖海岸の海女たちの中で、ひたむきに伝統を繋ごうとする19歳の新人海女」という文脈で取材・編集し、2009年8月14日夕方にはNHK総合の東北6県ブロックネット向けに、翌朝にはNHK総合の全国向けに特集が放送された。
すると、その放送を録画していた者たちの一部が動画共有サービス「YouTube」に即日アップロードした。しかし、「南部弁訛りで話す美人」（いわゆる「ナマドル」や「ローカルアイドル」）というNHK盛岡の取材意図から大きく外れた形で注目されることになり、SNSや電子掲示板等で拡散、日本語のみならず韓国語の言語コミュニティでも数日で注目を浴びる存在になった。
ネットニュースでは、「美人すぎる市議」として有名になった藤川優里（2007年より隣県の青森県八戸市市議会議員）にならい、「かわいすぎる海女」と命名した。大向の「北限の海女」としての活動期間は約1年間に過ぎなかったが、テレビや新聞等のマスメディアから多数取材され、「かわいすぎる海女」「美人すぎる海女」等として日本国内のみならず東アジア各国でも注目を浴びた。
2010年8月20日、大向を含む海女3人が、7月27日に「小袖海女の会」をそろって退会していたと日本のマスメディアで報じられる。退会の原因として、1か月あたり27日働いて給料が7万程度だったから、また、先輩海女と接客態度について意見が対立したから等と報道された。その後は、公の場での広報活動は行ってはいない。
2011年3月17日、3月11日に発生した東北地方太平洋沖地震による安否の無事が、大向美智子のブログにおいて報告された。地震発生から2週間後にはフジテレビ系ニュース番組の現地インタビューに本人が出演し、「海中のダメージが心配」とコメントを残した。
2013年、連続テレビ小説『あまちゃん』が放送される。ドラマにおいて、東京の標準語・共通語話者の主人公の女子高校生が親の地元の小袖海岸に転入し、当地の女性の文化の1つである海女と1980年代アイドルに憧れて（後年ブームとなるご当地アイドル）活動する姿が描かれた。そのため、大向は主人公と重ね合わされて「リアルあまちゃん」とも呼ばれた。